# سه سال در آسیا
سه سال در آسیا (عنوانِ فرانسه: Troi ans en Asie) گزارش سفری‌ست که کنت دو گوبینو در میان سالهای ۱۸۵۵ تا ۱۸۵۸ به خاورمیانه و ایران به عنوان فرستادهٔ وزارت خارجهٔ فرانسه انجام داده است.  شایانِ ذکر است که این سفرنامه جزء آثار کمتر خوانده شدهٔ این رئیس دفتر سابق الکسی دو توکویل محسوب شده و شامل دو بخش میباشد. بخش نخست حاویِ ۱۱ فصل شرح ماوقعِ سفر از مالت، مصر و مکه تا بوشهر، اصفهان و تهران و بخش دوّم در ۷ فصل  شاملِ نظرات اجتماعی، سیاسی، دینی و تاریخی او دربارهٔ ایران است. این اثر ابتدا توسّط ذبیح الله منصوری با عنوان «سه سال در ایران» و سپس بوسیلۀ عبدالرضا هوشنگ مهدوی در سال ۱۳۸۳ توسّط نشر قطره ترجمه و  چاپ شده است.

## بخش یکم
1. مالت - اسکندریه
2. قاهره - سوئز
3. کشتی ویکتوریا
4. جدّه
5. عدن
6. مسقط
7. بوشهر
8. بوشهر - شیراز
9. شیراز - اصفهان
10. اصفهان
11. اصفهان - تهران

## بخش دوم[۲]

### فصل اول: ملّت
به گفتۀ گوبینو ایرانیان ملّتی کهنسال اند و شاید همانطور که خودشان میگویند کهنسال‌ترین ملّتِ جهان باشند که حکومتی منظّم داشته و بر روی زمین مثل یک ملّت بزرگ عمل کرده است. سنّت اقتدارِ زیادی بر روحیّۀ ملّتها دارد. منظور از سنّت تاریخ مملکت، مسائل دینی، ادبیاّت و بعضی آگاهیهای علمی و خلاصه هر چیزی است که میراث معنوی آنان را تشکیل میدهد.

#### تاریخ ایرانیان و علاقۀ ایشان به تاریخ
تاریخ ایرانیان به علّت وسعت خاک، تجاوزات بیشمار، انقلابهای تمام‎نشدنی و غیره نقاط تاریک و مبهم زیادی دارد که آنها را با افسانه های ضدّ و نقیض پر میکنند. چون در این کشور تاریخ جالبترین موضوع است، یک ایرانی واقعی بی‌اندازه کنجکاوتر است بداند جمشید یا کوروش چه می‌کرده‎اند تا اینکه با خواندن زندگانی پیامبران اخلاق خود را تهذیب کند.. به استثنای مسئلۀ امامان و برتری تاریخ ملّی بر بقیّۀ تاریخ جهان، در واقع ایرانیان چیزی ندارند که بتوان آن را به معنای واقعی میهن‌پرستی نامید. 
شعار ایرانیان این است :«ایران خوب مملکتی است». ولی در واقع استقلال ملّی برایشان معنایی ندارد و برایشان فرقی ندارد که هموطنشان بر آنها حکومت کند یا بیگانه. حتّی با سلطۀ یک کشور مسیحی و اروپایی هم مخالفتی ندارند. در جریان جنگهای ایران و روس در سال ۱۸۲۷ میلادی، که به معاهدۀ ترکمانچای منجر شد، درحالیکه از بیرحمی و شقاوت روسها بعنوان مسیحیانی متعصّب شایعاتی چند رواج یافته بود، تقریباً همۀ مردم ایران همچون سایر ملل کهنسال این فکر را در سر داشتند :«این کارها مربوط به حکومت است، شاید همسایه ام را بکشند، امّا نه شخص من را».

#### برخورد ایرانیان با ممالک و قوای بیگانه
پس از خروج روسها از نواحی جنوبی ارس معلوم شد، در نتیجۀ انضباط آهنینی که پرنس پاسکیویچ بر قوای روس جاری ساخته، روسها ابداً آن موجودات هولناک و شروری نیستند که شایعه شده بود. مثلاً بهای هر جنسی را که می‎خریدند با پول خوب و بی کم و کاست میپرداختند. پس ایرانیان نواحی سرحدّی حتّی تشویق شدند که به قفقاز مهاجرت کنند و از مملکت خود صرفنظر کرده و آنجا بمانند. یعنی اگر انسان از ارباب خود راضی نباشد بدنبال ارباب دیگری می‌گردد. حتّی اهالی گیلان و مازندران در دو نوبت خواستار ضمیمه شدن این ولایات به امپراطوری تزاری شدند. این بی‎تفاوتی عمیق از آنجا ناشی می‎شود که برای ایرانیان اهمیّت ندارد که چه کسی بر آنان حکومت کند و علاقه و نفرت به هیچکس ندارند، منتها با این قید که هرگز از حکومت وقت راضی نیستند. این حالت روحی طیّ قرنها در آنان ریشه دوانده است. 

#### ریشه‌های نژادی و جغرافیایی اهالی ایران
از نظر گوبینو ایرانیان مردمی هستند که از این همه نژادهای گوناگون ترکیب شده ولی هرگز با هم مخلوط نشده‎اند. تا جایی که بتوانیم در تاریخ پیش برویم فارسها مخلوطی از اقوامی هستند که به زبان عربی تکلّم می‎کرده و بناءبراین از نژاد سامی بوده‎اند. اقوامی که در اصل از آسیای علیا آمده و در دورانهای بسیار کهن با مهاجرتهای پی در پی به فلات ایران سرازیر شده‌اند. سلطۀ آشوریان به نفوذ خون سامی در این مخلوط افزود. در نتیجه ایرانیان جنوبی یعنی فارسها تفاوت چندانی با آشوریان بین‎النهرین نداشتند. با پایان سلطۀ آشوریان عنصر شمالی قوّت گرفت. اقوام مزبور نزدیکی خود را با قبایل سفیدپوستی که در تواریخ اروپاییان اسکیتها و سکائیان نامیده می‎شوند حفظ کردند. در دوران جانشینان داریوش نفوذ اهالی بین النهرین بر ایران افزایش یافت. پس از اسکندر و در دوران سلوکی و اشکانی عنصر سکائی پیروز شد و با روی کار آمدن ساسانیان دوباره فرمانروایی بدست مردم سامی‎نژاد اُفتاد. با انفجار اسلام اَبر سوزانی از ماجراجویان یمن، عمّان، سوریّه و آسیای صغیر سراسر امپراطوری را در برگرفت و آنان با ایرانیان ممزوج شدند. سپس تهاجمات سکائیان که از این پس «تُرک» نامیده می‎شدند آغاز شد و تنها ۲-۳ قرن است که پایان یافته است. بناءبراین ملاحظه می‎شود که ایلات ترک مانند فارسها بخشی از این سرزمین را از دورانهای بسیار کهن اشغال کرده‎اند. که اگر ریشه‎یابی کنیم، درمیابیم که هر دو بیگانه، هر دو فاتح و هر دو دارای حقوق مالکیّت متساوی هستند.
با این وجود به علّت استقامت و یکدندگی از زمان اسکندر به بعد همۀ سلسله ها از ترکها بوده‌اند: اشکانیان سکائی، ساسانیان آرانی، بعد از اسلام و خلفای بغداد، غزنویان و سلجوقیان تُرک نژاد، بعد از حملۀ مغول، تاتارها و ترکنمهای قره‎قویونلو و آق‎قویونلو و صفویّه که از تبار ترکان اردبیل بودند، و امروز نیز سلسلۀ قاجار که پس از خلاء قدرت ناشی از سقوط صفویان بر ایران حکم می‎رانند، از نژاد ترک هستند. سلطنت هیچگاه از آن تاجیکها نمیشود، برایشان هم فرقی ندارد، اینان صرفاً تودۀ متراکمی تشکیل میدهند و نه یک گروه سیاسی ، لذا برایشان فرقی نمیکند که رئیس کشور تُرک باشد یا تاجیک یا چیزی دیگر. 
ایرانیان از نوعی میهن‎پرستی برخوردارند که جاودانی است. یکدیگر را در داخل کشورشان دوست دارند و کشورشان را در وجود خودشان مجسّم می‎بینند. به گذار حکومتهای گوناگون بی‎تفاوت هستند و فریفتۀ هیچکدام نمیشوند. از این نظر میتوان گفت عاری از میهن‎پرستی سیاسی هستند. اگر بخشی از ایران را جدا کنید، آن را تجزیه کنید و نامش را تغییر دهید، همچنان ایران خواهد ماند. تخته‌سنگ خارایی که مادامی که نابود نشده همان سنگ خارا است و در برابر نیرویی که ظرف مدّت یک سال آن را می‎ساید، هزار سال دوام خواهد کرد. 

### فصل دوم: مذهب

#### پیش از اسلام
گوبینو ایرانیان را جماعتی می‎شناسد که در هر موقعیّتی آیاتی از قرآن وِرد زبانشان است، خود را مؤمن‎ترین مردم زمین نشان میدهند، از انشاءالله ماشاءالله گفتن خسته نمیشوند، صلوات بسیار میفرستند و قرآن را با غلیظ‎ترین لهجۀ عربی میخوانند. ولی گویا واقعیّت جز این است. از هر ۲۰ نفر ایرانی که چنین ظاهری از خود به نمایش میگذارد حتّی یک نفر هم اعتقاد واقعی ندارد. این یک مسئلۀ اخلاقی و سیاسی بسیار شگفت‎انگیز است که باید بررسی گردد. گوبینو مشکل را به دوران پیش از اسلام مربوط می‎داند. زمانی که موبدان یا روحانیّون در دولت و دستگاه سلطنت و اداری نفوذ زیادی داشتند و هر مقاومتی را در برابر عقاید مجوسی سرکوب می‌کردند. در حالی که در برابر آیین مجوسی اشکال متفاوتی از دینداری در میان مردم وجود داشت:
- فرقه های مختلف در میان خود آیین مجوسی.
- بوداییان و مسیحیان کاتولیک و پیروان سایر ادیان.
- پیروان مانی، صابئین و بقایای ادیان کهن که نمونۀ آن را در فرقۀ زیدیه میتوان یافت.

موبدان صنفی نیرومند و بسیار متشکّل بودند که مخالفان خود از جمله سنگ‎تراشان و آتش‎کاران را نجس اعلام کرده و سرکوب می‎کردند. حال آنکه خود متقاضی لباسهای فاخر و نیایش در معابد سنگی بودند. این سرکوب موجب انفجاری وحشتناک در میان پیشه‎وران شهرنشین می‌شد. در زمان قباد موبدی مرتد با نام مزدک، رهبر این یاغیان، مورد سرکوب موبدان قرار گرفت و حتّی تا قرن دهم میلادی نیز پیروان او در ایران یافت می‎شدند. مخالفان سرکوب شدند و در نتیجه مجبور گردیدند عقایدشان را پنهان کنند. درحالیکه به ظاهر به مذهب رسمی اعتراض نمیشد، مسیحیان و بودائیان و مانویان و صابئین و بت‎پرستان و مزدکیان و پیروان سایر مذاهب در صلح و صفا می‎زیستند. مذاهبی که پنهان شدند ابهّت خود را از دست دادند و به امید آنکه روزی از مذهب رسمی انتقام بگیرند از اجرای مراسم خود دست کشیدند. در این اثناء اسلام ظهور کرد.

#### اسلام
سرعت گسترش دین جدید در ایران که در ظرف چند سال از فرات تا سند را در بر گرفت، پدیدۀ شگفت‎آوری است که بدون در نظر گرفتن اوضاعی که شرح داده شد قابل درک نیست. از نظر مهاجمین عرب مسلمان گفتن شهادتین کافی بود، چون اسلام کاری به قلب و باطن اشخاص ندارد؛ در نتیجه مذاهب پنهانی را راحت می‎گذاشت. ولی موبدان سابق از ترس انتقام مردم تحت سرکوب خود با متجاوزین عرب کنار آمدند. مسلمان شدند و تجربیاّت خود را در اختیار فاتحین جدید گذاشتند. بدینسان روحانیون در جامعۀ ایرانی نیرومند ماندند. 

#### تشیّع
نخستین پادشاه صفوی که یک صوفی بود، مسلمان واقعی نبود. از قدرت روحانیون راضی نبود ولی در عین حال چون قدرت شکست آنان را نداشت خود را در آغوش ایشان انداخت. طرفداری ایرانیان از آل علی موجب پیدایش فرقه های گوناگون شد که پاره‎ای از آنان تا سوریه نیز گسترش یافتند و مهمّترینشان فرقۀ شیعه است. روحانیون اصولاً به تفرقه گرایش داشتند. در طول دوران پرآشوب پس از سقوط صفویّه روحانیّون به درجۀ رهبری طبقات پایین نزول کردند. از آن به‌بعد سلطنت گامهای محکمی در تحدید قدرت روحانیّون برداشت، تا جایی که به شکلی بی‌سابقه انتصاب مجتهدان را در اختیار خود گرفت و غیرقابل عزل بودنشان را موقوف کرد و رسیدگی به جرائم و تخلّفاتشان را جایز دانست. امّا گویا در دورۀ ناصری آن وحشت از روحانیّت بازگشته و شاه به مناسبت مراسم مذهبی به دیدارشان می‌رود و آنان را می‌نوازد.
ناصرالدیّن شاه که اصولاً ایرانی است، شمایلی از علی در اختیار دارد که میگویند اصل است و از هند آورده‌اند. وثیقه‌ای بس گرانبهاست. آنچه از قرآن مشخّص است اینکه نقاّشی شکل انسانها و بالتّبع امامان ممنوع است و این شمایل گردانی شاه از حملۀ اعراب بدین سو بیسابقه است. ولی نظر این است که شاه حقّ دارد مذهبی به سبک خودش داشته باشد و این اظهارنظری صددرصد ایرانی است.  
مذهب شیعه به‌عنوان شاخه‌ای ارتدکس از دین اسلام است، طبعاً باعث ایجاد تعداد زیادی شاخه های فرعی شده که نتوانستند عمیقاً در تودۀ مردم رسوخ کنند. به همین دلیل این فرقه‎ها در محیطی محدود و در مدّت زمانی محدودتر عمر میکنند و جای خود را به دیگر فرقه‎ها می‎دهند. فرقه‎ای که امروزه مُد روز است شیخیّه است که ۸۰ سال پیش (اواخر قرن هجدهم) در جنوب ایران بدست یکی از علما تأسیس شد. اعتقادات نظری این فرقه بیشتر متوجّه ماهیّت مهدی آخرین امام است. شیخیّه چندهمسری را نادرست می‌داند و سهل‌گیری پیامبر در این موضوع را خوش ندارد، برتری جنس مرد بر جنس زن را قبول ندارد و معتقد است که مهدی نه پنهان و زنده از ۱۲ قرن قبل، که از جسمی به جسمی دیگر حلول میکند. روح با مرگ به جهان غیرمادّی نمیرود، بلکه بلافاصله به محمل جسمانی جدید حلول میکند. شیخیّه سرکوب میشود، ولی کسانی که عقاید خود را آشکارا بیان نمی‎کنند مصوّن هستند. 

### فصل سوم: صوفیان، اهل حقّ، زرتشتیان

#### صوفیان
در میان شهرنشینان ایران هرکس به آنچه که اروپاییان طبقۀ بورژوآزی مینامند، تعلّق داشته باشد یعنی کارمندان دولت، بازرگانان و صنعتگران عمده را میتوان «صوفی» دانست. از این اصطلاح همان معنی مستفاد میشود که ما دربارۀ شخصی که دارای افکار فلسفی است درک میکنیم و منظور این است که فرد مورد بحث هیچ مذهب تشریعی‌ای را قبول ندارد. 
صوفیان از نظر گوبینو به چند دسته تقسیم می‌شوند. دستۀ اوّل که مشتمل بر اکثر دراویش نیز هست، معتقدند که اسلام ذاتاً شرّ نیست امّا به دلیل اینکه حتی شایستۀ ارواح دون‌مرتبۀ منوّر به انوار علویِ اشراق نیست، مردود است. گروه مذکور که اقلّیت صوفیان را تشکیل میدهند، معتقدند که با ردّ عقاید جزمی و تعهّدات اخلاقی، روح انسان با خدا به وحدت میرسد. دستۀ دوّم که مشتمل بر اکثریت است از عقاید صوفیان تنها تحقیر تعالیم اسلام و نفی قیود اخلاقی را پذیرفته‌اند و به وحدت انسان با خدا و نیل به الوهیت التفاتی ندارند. عقایدشان ملغمه‌ای از خرافات عتیقی است از قبیل باور به اجنّۀ خیر و شرّ، تنبّی، کف‌خوانی، جادو و دعانویسی که منشأ آن مشخّص نیست. جماعتی از آنان بخشی از اسلام را پذیرفته‌اند و به وحی از طریق جبرئیل و همچنین تحریف قرآن معتقدند. برخی از صوفیان ایران نیز از طریق روسها با ولتر آشنا شده‌اند و او را به علّت مخالفت با روحانیت و کشیشان میستایند، زیرا خود ایشان نیز با آخوندها مخالفند. در میان دراویش آنهایی که از هند می‌آیند از احترام زیادی برخوردارند. 

#### اهل حقّ و فرقه های آن
گذشته از این فِرق مذهب دیگری در ایران وجود دارد که از اهمیت بسیاری برخوردار است و آن مذهب اهل حقّ است که به قول ترکان و اعراب «نُصَیریه» و به قول ایرانیان «علی‌اللّٰهی» خوانده میشود. هر دو تسمیه حاکی از درک غلط از این آیین است. زیرا نُصَیری با نَصارا در ارتباط است و شباهتهای این فرقه با مسیحیّت بسیار است و از طرفی «علی‌اللّٰهی» خواندنش دلالت بر الوهی دانستن علی داماد محّمد است. اهل حقّ پیروانی در ایران دارد که مشکل بتوان آنها را از شیعیان تمییز داد، امّا عقایدشان پیچیده‌تر از علی‌اللّهی‌ها است، و از همین رو به قول گوبینو مهمّتر است. اهل حقّ به‌ظاهر مسلمانند، امّا مانند دیگر فِرق و به اندازۀ مسیحیان و یهودیان از اسلام نَفورند و اهانت و تحقیر متحمّل شده‌اند.
آنها پیامبر قریشی راکذّابی اصیل و صاف و ساده میدانند، و پای در مسجد نمیگذارند، و نماز نمیخوانند مگر به ضرورت. مسیحیان را محترم میشمارند و هرگز آزارشان نمیدهند. در بسیاری موارد عقاید اهل حقّ با مسلمانان در باب مسیحیان و یهودیان موافق است و آنان را تقریباً برادران ایمانیِ خود به شمار می‌آوردند. نکته‌ای که بر خلاف مسلمانان مانع دشمنی‌شان با پیروان سایر ادیان است، عدم اعتقاد آنها به نجاست و پاکی است. دیانت اسلام سنّی این اصل را تخفیف داد ولی دیانت شیعه آن را با همۀ خشکی و سرسختیِ اوّلیه‌اش همچنان حفظ کرد. این اصل در دنیا توسّط دو دین به کلّی مردود دانسته شد: بوداییّت و مسیحیّت که هردو ادیان اصلاحگر می‌باشند. اهل حقّ نیز مانند ادیان مزبور و همراه با آندو برای انسانها حتّی افراد بی‌ایمان چیزی جز ناپاکیِ معنوی نمیشناسد و آن نیز از عقاید شخص ناشی نمیشود، بلکه از گناهانش سرچشمه میگیرد. ناپاکی را در طبیعت نمی‌بیند و سگ و خوک به نظرشان نجس نیست و نیز پیروانش شراب می‌نوشند، البته افراط در شرب خمر را سرزنش می‌کنند، ولی استعمال آن‌را حرام نمی‌دانند.
اهل حقّ تعدّد زوجات را مجاز نمی‌شمارند. اصولاً زنان اهل حقّ مجبور به انزوا نیستند و بی آنکه از قوانین تخطّی کرده باشند، می‌توانند رویشان را به بیگانگان نشان دهند. اهل حقّ عملاً مسلمان تلقّی میشوند و بنابراین ناچارند قواعد اجتماعی را که نزد مسلمانان بسیار با اهمیت است، مراعات کنند و اعتقادات مذهبی خود را در باطن حفظ میکنند.اهل حقّ به‌آسانی با دختران مسلمان ازدواج میکنند. در حقیقت دختران مزبور بیدرنگ مذهب شوهرانشان را اختیار میکنند. امّا میگویند، اهل حقّ هرگز دخترانشان را به مسلمانان نمیدهند. این امر ممکن است از لحاظ نظری درست باشد، ولی در عمل نمونه‌های مخالف بخصوص در طبقات ثروتمند دیده میشود. آنچه مسلّم است، طلاق نزد اهل حقّ وجود ندارد و اگر بر حسب تصادف مردی بخواهد از امتیازی که شرایع قرآن برایش قائل شده استفاده نماید، به‌سرعت مورد نفرت همکیشانش قرار میگیرد و مرتد تلقّی می‌شود. 
اگرچه قاطبۀ اهل حقّ همانند مسلمانان به خوارق عادات معتقدند و دربارۀ آن حکایتهای شورانگیزی نقل میکنند، امّا از مؤمنین اهل حقّ هستند کسانی که اینگونه اعمال را شارلاتان‌بازی قلمداد می‌کنند. از نظر گوبینو مذهب اهل حقّ با مذهب بودائی مشترکات مهمّی دارد. همه چیز دالّ بر آن است که آئین مزبور از زمان اشکانیان در ایران وجود داشته است و به وسیلۀ مبلّغین بودایی از هند آمده است و در زمان ساسانیان ریشه دوانده و نفوذ زیادی بر مکتب اسکندریه و نخستین فرقه‌های مسیحی در شرق داشته است. مذاهب غنوصّی و مانوی بسیار از آن متأثّر شده‌ بر آن تأثیر گذاشته‌اند. اگرچه موبدان زرتشتی از برانداختن آن ناتوان بوده‌اند؛ ولی آنرا به مخفی شدن مجبور ساختند و این ترتیب طیّ رژیم مزبور عادت شده بود. اسلام آن‌را در چنین وضعی یافت و نتوانست آن‌را تغییر دهد. در مورد تعداد پیروانش سخنان مبالغ‌آمیز بسیار است. امّا گوبینو این سخنان را اغراق‌آمیز میداند و می‌گوید پیروان بی‌چون ‌و‌ چرای این آئین در ایران‌اند و تردیدی نیست که هم در شهرها، هم در روستاها و هم بخصوص میانِ ایلات چادرنشین پیروان زیادی دارند و در مجموع می‌توان گفت چهل درصد اهالی ایران اهل حقّ‌اند؛ خصوصاً ایلات جنگجوی کردستان و چادرنشینان ترک شمال ایران. از اینرو دائماً باعث ترس مقامات سیاسی کشوراند و گرچه تقیه میکنند و منکر وجود چنین آئینی میشوند. ولی دولت و ملّایان از درگیری با آنان پرهیز میکنند. برای مثال در ماه رمضان هیچ مسلمانی در تهران حقّ روزه‌خواری ندارد؛ امّا مقامات در شهرستانها از تخلّفات آشکار اهل حقّ چشم می‌پوشند. گوبینو معتقد است اگر روزی در ایران حکومتی سر کار آید که چندان اسلامی نباشد، آنوقت این آئین پنهانی ظاهر خواهد شد و چنان با اسلام به مخالفت و دشمنی خواهد پرداخت که نتایج آن غیرمنتظره خواهد بود. احتمال می‌رود وجود آئین مزبور باعث ایجاد پدیدۀ شگفتی شده و آن اینکه در ایران مسیحی ایرانی وجود ندارد. امکان دارد بیشتر مسیحیان ایرانی در سده‌های نخستین میلادی که پرشمار و بیشتر غنوصّی بوده‌اند؛ در این آئین مستحیل شده باشند. بواقع مسیحیان ایران جز بیگانگان نیستند: ارامنۀ جلفا و تبریز، کلدانیان ساحل دریاچۀ ارومیه و نِسطوریهای حومۀ سنندج و مرز ترکیه.

#### زرتشتیان
هرقدر زرتشتیان در دوران ساسانیان نیرومند بودند، در دوران اعراب و نخستین سلسله‌های ترک به رعایایی ضعیف و بیمناک بدل شدند که همواره بر جان خود میلرزیدند. ولی به همان نسبت دیگران نیز از آنان می‌ترسیدند؛ چون سرکوبشان کار آسانی نبود، روستائیان تا مدّت مدیدی گبر باقی ماندند. گبران از سلسلۀ نجبای زمین‌دار معروف به دهقان بودند و اغلب در کوههای شمال کشور مستقر بودند و تا قرن یازدهم میلادی نیز کیش خود را حفظ کردند. در این میانه سیاست سلسله‌های ایرانیِ رقیبِ خلافت بغداد، به نفعشان تمام شد. زیرا آنان برای واکنش نسبت به فتوحات اعراب بر احساسات ملّی تکیه میکردند. آنان به میراث ایران باستان حیاتی دوباره بخشیدند. به شعرا و مورّخین پول میدادند که دربارۀ تاریخ گذشته با مردم گفتگو کنند (شعوبیّه). بدین سان ضمن ادّعای پیروی از دیانت اسلام، آئین مجوسی را غیرمستقیم زنده کردند. به نظر گوبینو در حقیقت نه سرکوب مذهبی که اوضاع سیاسی به ضرر گبرها تمام شد. در پی هجوم مغولان و تاتارها قوانین مالکیّت بشدّت دگرگون شد و جمعی از مردم به ضرر جمعی دیگر متموّل شد. بدین سان دهقانان زرتشتی جای خود را به ملّاکین مسلمان داده و خود به طبقۀ کشاورزان و روستائیان تنزّل یافتند. یکی از قوانین اسلامی به زرتشتیان صدمۀ بزرگی وارد نمود و آن این بود که هر عضوی از یک خانوادۀ کافر که مسلمان شود، می‌تواند املاک موروثی سایر ورّاث را ضبط و تصاحب نماید. از اینرو در دوران زوال فکری زرتشتیان، بسیاری دین اجدادی را ترک گفتند.
گوبینو میگوید در ایران ستایشی که میتوان از زرتشتیان کرد از هوششان نیست بلکه از خوش‌قلبی آنان است. آنها منتظر ظهور پشوتن هستند که دینشان را دوباره احیاء کند. جدل بر سر آن بسیار است و مسألۀ محل اختلاف زمان ظهور است ولی در برای مکان ظهورش که متّفق‌القول معتقداند که هندوستان است. و ضمناً بر این باورند که سپاه مذکور از اروپائیان یعنی انگلیسیها یا به باوری دیگر از روسها تشکیل خواهد شد. زرتشتیان یزد میگویند که پشوتن و سپاهش بزودی از افغانستان به ایران خواهند آمد. دین شیعه مملو از عقاید و احساسات و دستوراتی است که از دین مجوس اقتباس شده است. برای مثال نجس پنداشتن کفار و حیوانات که در مذهب شیعه بیشتر از مذهب سنّی رسوخ کرده است؛ بنحوی که وقتی دین زرتشت در ایران مُرد؛ در حقیقت نکات اساسی آن در مذاهب رقیب باقی ماند. ولی در هر صورت دین زرتشتی بواقع یک آئین جزمی بیمار است. گوبینو با ترسیم خطوط اصلی تابلوی عقاید ایرانیان، برخلاف برخی نتیجه میگیرد که دشوار است که ایرانیان به مسیحیّت بگرایند و مشکل بتوان مذهبی سالم، مثبت و مشخص را با اوهام و تخیّلات توام با نفرت ایرانیان جایگزین کرد. 
گوبینو بر آنست که وضعیت مذاهب در ایران به باتلاق بزرگی میماند که هیچ ستونی در آن استوار نمیشود که بر آن بنایی افراشته بتواند شد و هر که در این باتلاق هرچه بسازد، در اعماقش فرو خواهد رفت.

### فصل چهارم: وضع مردم

#### مشروعیّت سلطنت
گوبینو در این فصل به‌تفصیل توضیح میدهد که چرا شاه در ایران به‌لحاظ شرعی و در عالمِ نظر غیرقانونی و غاصب محسوب میشود و اطاعت از او بعنوانِ فرمانروای بالفعل و نه مشروع، مجاز میباشد. وی معتقد است که مشروعیّت در سلسلۀ ساسانیان بحدّ کمال وجود داشته است، زیرا آنها اشکانیانِ دنباله‌روِ اسکندر را برانداخته و میراث ملّی را ادامه دادند. بعد از ساسانیان علی جانشین آنان شد، اوّلاً بعنوانِ فاتح مذهبی و ثانیاً امام. از این لحاظ علی تا ابد شاه ایران بوده و خواهد بود و سایر حقوقش طبعاً به اولادش منتقل شده است. آنگاه پسرش حسین با بی‌بی‌شهربانو دختر آخرین پادشاه ساسانی ازدواج کرد. پادشاهانِ تُرکِ بعدی تلاش کردند نسبِ خود را به یزدگرد برسانند که به جایی نرسید ولی همچنان امتیازات امامت باقی ماند، بطوریکه خواه ناخواه تمام پادشاهانی که یکی پس از دیگری در دورۀ اسلامی روی کار آمدند تا ناصرالدّین شاه ناچار شدند رضایت بدهند که فرمانروای بالفعلِ ایران باشند نه قانونی و مشروع.
به همین دلیل هرگونه مِلکی را که شاه تصاحب کرده قانونی نیست و شاه باید اجارۀ اتاقهایی که در آن زندگی میکند به مساجد بپردازد. اثاث و حتّی لباسهای کاخ سلطنتی هم غصبی محسوب میشوند. در اینجا گوبینو داستان آن مجتهدی را نقل میکند که به حضور شاه رفته و در آن هنگام با عصایش فرش را پس زده و روی زمین برهنه نشسته است. در نهایت پادشاه شخصی‌ست نیکوکار و خودکامه که سایه‌اش بر سراسر امپراطوری افکنده و رضایت داده که کارهایی به نفعِ مردم صورت بگیرد. این تصوّر افسانه‌ای، در مراسمِ رسمی از قبیلِ سلام دیده میشود که پذیرایی بزرگِ نوروز، سال نوِ ایرانیان است.

#### شاه و صدراعظم
گوبینو حاکمِ ایران را آن شاه مطلقی نمیداند که تا آن زمان در غرب میشناختند. او مانند بعضی نویسندگانِ قبل از خود به ویژه نویسندگان ِدورۀ روشنگری معتقد نیست که شاه ایران نوعی خداوند روی زمین است که اخمِ او ولایاتش را بدونِ استثناء به لرزه میافکند، بلکه به نتیجۀ عکس این رسیده و اظهار میکند که هیچ سلسلۀ سلطنتی در جهان یافت نمیشود که موقعیتی کاذب نظیر شاه ایران داشته باشد. از نطقهای شاهانه که بعقیدۀ گوبینو زیرکی ملّی در آن آمیخته است میتوان دریافت که شاه دولت نیست. بلکه شاه مافوقِ دولت در وضعی مستقل و بنحوی خارج از دستگاه، ولی در عین حال از بیرون حامی آن است. 
گوبینو میگوید نمایندۀ واقعی دولت صدراعظم است و اگرچه او را شاه انتخاب میکند و عملاً دست‌نشاندۀ شاه است تا برگزیدۀ ملّت. منصب صدراعظمی در دوران ساسانیان وجود نداشته و شورای خصوصی سلطنت از سه نفر بزرگان کشور، سه نفر از رؤسای موبدان، مُهردار امپراتوری و فرماندۀ کلّ سپاه تشکیل میشده است. صدراعظم امور داخله، مالیه، فواید عامه و نظامی را رتق و فتق میکند، نمایندۀ دولت بوده و اختیارات و قدرت واقعی را در دست دارد. زیر دست وی، مشاورانش قرار دارند که هیچیک شغلِ معیّنی نداشته و سپس مستوفیان که امور مالی را بر عهده دارند. در تهران صدراعظم بسط ید دارد ولی به محضِ اینکه از پایتخت دور میشویم، وارد دنیای کوچکِ ولایات میشویم که از بسیاری جهات بر آن سودجویی حکمفرماست. گوبینو جمعیّتِ ایران را ده تا دوازده میلیون نفر برآورد میکند و پس از بحث دربارۀ شاه، صدراعظم و روحانیون از اینجا به بعد به توصیفِ گروهها و افرادِ مختلفِ ایران میپردازد: شخصیتهای مهم، تجّار، کارگران، مالکان، سربازان، ایلات و طبقاتِ پَست و دراویش.

#### میرزا
میرزا نظیر کسی است که انگلیسیها جنتلمن مینامند. گوبینو این طبقه را با طبقۀ متوسط یکی نمیداند، به این دلیل که آنها هیچ صنعتی را دنبال نمیکنند، هیچ حرفه‌ای را بلد نیستند و تمامِ عمرشان به صورتِ طفیلی باقی میمانند، ولی ضمناً فعّالترین بخش جامعۀ ایران را تشکیل میدهند. در اثر حسنِ تصادف به پولهای کلان دست مییابند ولی در هیچ‌جا چیز ثابتی ایجاد نمیکنند. کمتر اتّفاق میفتد که یک خانوادۀ میرزا بیش از دو نسل در ثروت و نعمت به سر ببرد. آنها فضایل و رذایل همۀ طفیلیهای سراسر جهان را دارند: حوصلۀ زیاد، انعطاف‌پذیری، مهربانی بی‌اندازه، آمادگی صرف وقت هر قدر لازم باشد، شکّ زیاد نسبت به همه چیز، روحیّۀ شاد، ظرافت، نکته‌سنجی بموقع، آنان را همانندِ ژیل‌ بلاس ساخته است. آنان عاشقِ لذّتند، به اصولِ اخلاقی اعتنا ندارند و اگر کمی رند نباشد خودشان را فریب‌خورده میپندارند. ابزارهای کار دستگاه دولتی ایران چنین افرادی هستند. 

#### تجّار
در ایران تجّار مهمترین بخش جامعه به شمار میروند و مردم آنان را درستکار و امین میدانند و نسل اندر نسل همین حرفه را دارند، و معمولاً ثروتِ زیادی به ارث میبرند. تاجر ایرانی جاه‌طلبیِ اجتماعی ندارد، در امور دولتی دخالت نمیکند و از هر توطئه و دسیسه‌ای برکنار است، به همین دلیل مردم پولشان را دست تجّار میدهند و سودی دریافت میکنند. درواقع آنها جانشین مؤسّسات اعتباری و بانکهای اروپایی هستند. دولت از تجّار پول قرض میکند و آنها هم بدونِ گرفتن وثیقه‌های محکم پولی قرض نمیدهند. بدین‌سان است که بیشتر اوقات انحصاراتِ دولتی، حقّ وصولِ مطالبات از درآمد فلان ایالت، جواهرات سلطنتی یا اشیاء گرانبهای دیگر در گرو تجّار است.

#### پیشه‌وران و اصناف
گوبینو معتقد است که نظامِ تشکیلاتِ صنفی فرانسه درواقع از رومیانِ باستان به عاریت گرفته شده و رومیان نیز آن را از آسیاییان فراگرفته بودند. بنابراین سازمان کهنِ اصناف در ایران از زمانهای بسیار دور تا امروز باقی مانده است. پیشه‌وران به دولت مالیات نمیپردازند. آنها از یکسو به تجّار وابسته‌اند و از سوی دیگر به ملّایان. او میگوید کارگر ایرانی زرنگ و ماهر است ولی به‌سبکِ خودش زحمت میکشد و هرگز مانند اروپایی ده پانزده ساعت کار یکسره انجام نمیدهد، چرا که کارش را تفنّن میشمارد و زود خسته و دلزده میشود. در این کشور تقسیم کار وجود ندارد، هرکس بتنهایی کارش را انجام میدهد و بیشتر دوست دارند کارهای اروپاییان را تقلید کنند، مثل میز و صندلی و چاقو و غیره. 

#### دلّالی
گوبینو بر این نظر است که هیچیک از ملّتهای روی زمین مثل ایران برای دلّالی آفریده نشده‌اند. همۀ ایرانیان یا فروشنده‌اند یا هرچه را که دارند به گرو میگذارند. او میگوید اینگونه عادت به رباخواریِ لجام‌گسیخته، قرضهای دائمی، تدابیرِ نامشروع، بی‌اعتمادی و رِندی ایرانیان را بشدّت سرگرم میکند، ولی به افزایش سطحِ اخلاقی آنان کمک نمیکند. هیچکس فکری جز این در سر ندارد که به هر وسیله‌ای شده از زیر بار تعهّداتش شانه خالی کند. دولت به کارمندانش حقوق نمیپردازد و بجای پول به آنها قبض و حواله میدهد و کارمندان نیز مالِ دولت را میدزدند و رشوه میگیرند. این وضع به هر کس اجازۀ بیکاری و بطالت را بحدّ وفور میدهد. در اینجا گوبینو باز هم تأکید میکند که اختیاراتِ قانونیِ حکومت از هر جهت محدود است. وی معتقد است امتیازاتِ روحانیون، ایلات، تجار و اصناف همیشه اختیاراتِ شاه و حکامِ ولایات را محدود میسازد و به این نکته اشاره میکند که مالیات در ایران بسیار ناچیز بوده و باری محسوب نمیشود، چون مردم مالیاتِ شغل، تملّکِ خانه و ساختمان، احشام و سرانه نمیپردازند. همان مالیات زمین را هم روستاییان باید بدهند، نمیدهند و چون در ایران جادّه و پلیسِ راه وجود ندارد و کوهها همیشه در دسترس هستند، دولت هرگز نمیتواند کسانی را که از مالیات دادن تمرّد کرده مجازات کند.

#### سربازانِ پیاده‌نظام و سواره‌نظام
گوبینو اذعان دارد که اگر در جامعۀ آن‌ زمانِ ایران طبقه‌ای وجود داشته باشد که با درستی و شرافت زندگی کند، سربازانِ پیاده‌نظام هستند. وی دربارۀ سواره‌نظام صحبتی نمیکند جز اینکه اشاره میکند که آنها از عشایر چادرنشین هستند، جز رؤسای ایل از کسی فرمان نبرده و فقط در زمانِ جنگ یا تشکیل گارد سلطنتی احضار میشوند. سربازگیری پیاده‌نظام منحصراً بینِ فقیرترین افراد اتفاق میاُفتد، چراکه کدخدایان دهات ملّایان، تجّار، کسبه و قوم و خویشهای خود را معاف میکنند و نیز هرکس قادر باشد رشوه‌ای به مقاماتِ بالا بدهد از سربازی معاف میشود. در اینجا گوبینو پیشنهاد میکند که بهترین کسانیکه میتوان بجای روستاییان به سربازی بُرد لوطیها یعنی اراذل و اوباش شهر هستند. 
گوبینو در پایانِ فصل نتیجه میگیرد که آسیاییها به همین آسانی، حوصله، خوشحالیِ دائمی و کنجکاوی ملایم که همیشه مایل هستند رضایت دیگران را هم ضمنِ رضایت خود جلب کنند، دست به مسافرت به کشورهای مختلف میزنند بی‌آنکه دقیقاً بدانند کجا میروند و یا حتّی کجا هستند. به‌زعمِ او گفتگوهای طولانی هر روزه که ضمنِ آن هر عقیده‌ای ابراز و هر چیزی گفته میشود طبعاً نفوذِ زیادی بر آنان میگذارد و این تساهل را در آسیاییها به وجود می‌آورد که یک اروپایی با عقاید مشخّص و تصمیمهای قاطعِ خود قادر به تحمّلِ آن نیست ولی به برهمنان، مسلمانان، مسیحیان، یهودیان و ارمنیان اجازه میدهد که بطورِ درهم و برهم در میانِ یکدیگر زندگی کنند و بجز در ایّامِ بحرانهای سیاسی هرگز برخوردی با هم نداشته باشند.

### فصل پنجم: ویژگیهای اخلاقی و روابطِ اجتماعی

#### دولت و نهادهای اداری
مؤلّف کتاب حاضر با توجه به بحثی که در فصل دو از بخش دوّم داشت به این نتیجه میرسد که در ایران مفهوم وطن پرستی آنطور که نزد فرانسویان است، وجود ندارد و ایرانیان به سلسله‌هایی که بر ایشان حکومت میکنند اعتنایی ندارند و مانند رومیان از حاکمان خود بیزارند. از اینرو دولت، مفهومی بیگانه برای ایرانیان است و فرد در این کشور همه چیز است. مردم ایران در وفاداری سیاسی و فداکاری ناتوان، سرشار از عشق به میهن و عاری از اعتقاد به هر صورتی از حکومت هستند. بدین سان همه مردم بدون شرم و حیا همدیگر را غارت میکنند و تا هر جا دستشان برسد از بیت‌المال سوءاستفاده میکنند، و عملاً هیچگونه نهاد اداری وجود ندارد و اگر هم باشد بسیار ضعیف است. تنها نهادی که در ایران منظم است پلیس شهری است که این نهاد نیز وامدار سامان کهن در شهرهای آسیایی است که همواره نگهبانان شهری شبانه‌روز در شهر به گشت و نگهبانی مشغول بودند. عمده‌ترین دلیل ناتوانی در ایجاد نهاد دولتی منظم، عدم وصول مالیات از اتباع به انحاء و روشهای مختلف است و سوای از وضع اسفبار راههای مواصلاتی بین شهرها و روستاها، مشکل جمع‌آوری مالیات تا جایی پیش میرود که حتی با بکارگیری نیروی قهریه، آخرین ترفند اهالی یک روستا، کوچ دسته‌جمعی‌ست که این نیز مسئله‌ای علی‌حدّه برای دولت به وجود می‌آورد. صرفنظر از این مسائل معافیت مالیاتی طبقاتی همچون بازرگانان یا کسانی که امتیازات خاصّه از شاهان حال و گذشته دریافت کرده‌اند بر این معضل اضافه میکند. به طور کلی حضور نهادهای حکومتی، نه برای خدمت بلکه برای امرار معاش کارکنانش از جیب مردم است و بی اغراق باید گفت در ایران دولت به معنای حقیقی آن وجود ندارد.

#### توسّط
آسیاییها به استثنای عثمانیها، ازبکها، ترکمنها و افغانها بیرحم نیستند و نسبت به هیچ چیزی علاقه و دلسوزی ندارند و در حفظ منافعشان اصول اخلاقی را رعایت نمیکنند ولی افکارشان را زیاد دنبال نمیکنند و با کمال میل به راه‌حلهای معتدل رغبت نشان میدهند. در ایران هر کسی آماده است در کاری که مربوط به او نیست دخالت کند و در نتیجه از حل هیچ مشکلی نباید ناامید شد. به طور کلی همه چیز از از راه توسّط (واسطه با میانجی) یعنی دخالت شخص ثالث در هر معامله‌ای یا هر ماهیتی، حل میشود اما باید در نظر داشت واسطه‌ها هرگز بدون در نظر گرفتن نفع مادی دست به اقدام نمیزنند ولی معمولاً از طریق شفاعت نزد حاکم و یا حتی شاه میتوانند مجرمترین افراد را از تیغ محاکمه نجات دهند.

#### خصوصیّات زنان ایرانی
ایرانیان درباره زنان خانواده خودشان بسیار تودار هستند ولی زنان دیگران را چونان زنان نانجیب وصف میکنند. در ادامه توصیفاتی از خصوصیات زنان شهری و مسلمان ارائه میشود که به گواه نگارنده کتاب، حاصل شنیده‌ها و نقل قول دیگران است. زنان مسلمان شهری بسیار زود ازدواج میکنند و سن نامزدی برای پسران بین پانزده تا شانزده سال و برای دختران بین ده تا یازده سال است که البته به اعتقاد گوبینو در این سنین عقل و آمادگی برای زندگی زناشویی وجود ندارد. بر خلاف رسوم اهل حق ـ طلاق به آسانی فوق‌العاده‌ای صورت میگیرد و همین امر دلیل این است که تعدد زوجات بسیار کمیاب باشد. در ایران ازدواج موقت یا متعه وجود دارد که به هیچ وجه رسوایی به بار نمیآورد زیرا اخلاق آسیایی فقط آنچه را در نظر عموم آشکار است مورد سرزنش قرار میدهد نه کارهایی را که پشت دیوارهای اندرون میگذرد. زنان ایرانی به شدت در اندرونی منزوی هستند، اما از سوی دیگر کاملاً آزاد هستند که از صبح تا شب و حتی از شب تا صبح به بهانه‌های مختلف همچون حمام رفتن، دید و بازدیدهای زنانه و بهانه‌های دیگر از منزل خارج شوند که به عقیده گوبینو این آزادی نتایج نامطلوبی برای شوهران دارد و از اوان جوانی لذت زندگی خانوادگی و داخلی را از آنان سلب میکند. آنان در خانه‌هایشان صاحب اقتدار مطلق و دارای خدم و حشم هستندوبناءبر تعالیم اسلامی و تشخیص پیامبر اسلام که فرموده زنان ناقص‌عقلند و نباید به کردار و گفتارشان اهمّیت داد، زیر بار هیچ مسئولیّتی غیر از رعایت حجاب نمیروند، از اینرو بی‌اندازه زودرنج و تندخو میباشند. اما برعکس، زنان ایلات حجاب ندارند، بسیار کوشا و مسئولیّتپذیر هستند؛ سوار اسب میشوند و به همان اندازه‌ای که زنان شهری سبکسر هستند آنان موجوداتی جدی و مفید بشمار میروند. زنان اهل حقّ طلاق نمی‌گیرند و مذهبشان آنان را بهیچ‌وجه موجوداتی پست و غیر مسئول نمی‌شمارد و بالاخره در میان اهل حقّ روحیۀ خانوادگی وجود دارد. همین مسئله در مورد زنان گبر و یهودی نیز صدق میکند.

#### مشاهیر عصر ناصری
گوبینو به معرفی فضلای ایران میپردازد که از آن جمله‌اند: رضاقلی خان، مؤلف کتاب روضة الصفای ناصری، کتاب مجمع الفصحا،  کتاب دیگری در شرح سفارت خود در بخارا نوشته است.
میرزا تقی‌خان لسان‌الملک متخلص به سپهر، مؤلف ناسخ‌التواریخ. وی شاعری مشهور و استادی ماهر در زمینۀ فرمان‌نویسی است. در واقع فرمان، حکمی رسمی‌ با نثری صریح و فصیح و فارسی و البته عبارات ثقیل است که به نام شاه، فلان شغل را بر عهدۀ فلان کس واگذار میکند. به طور کلی یک فرمان زیبا مجموعه‌ای است از جملات نامفهوم، اثری بدیع در زبانشناسی همراه با پوچی مطلق که به کلی از عقل و منطق عاری میباشد.
میرزا سعیدخان، وزیر امور خارجه نیز از حیث شهرت ادبی و فارسی نویسی صاحب منزلتی است و میگویند یکی از عربی‌دانان درجه اوّل تهران است.
- در میان علمای دینی از حاجی علی اکبر کنی بعنوان مجتهد جامع‌الشرایط و شیخ عبدالحسین بعنوان فقیه نام میبرد.
- از ریاضیدانانی چون سیدعبدالله شوشتری، ملا عبدالجواد خراسانی و در مرتبۀ شهرت کمتری از آخوند ملاعلی محمد نام میبرد.
- در میان نوازندگان از میرزا علی اکبر ملقب به ملکوتی، نوازندۀ چیره‌دستِ تار نام میبرد که او را فردی بسیار هوسباز، خودپسند و تندخو میداند که بسیار خوب تار میزند. سپس از خوشنواز، نوازندۀ کمانچه و محمدحسن بیرقیب، نوازندۀ سنتور نام میبرد. او خوشنواز را فردی خوش‌مشرب و بیزار از مشروبات الکلی و بیرقیب را مردی موقّر و اخمو توصیف میکند. علاوه بر نوازندگان مزبور، به نوازندگانی در ایلات چادرنشین اشاره میکند که از طبقۀ نجیب‌زادگان هستند و معمولاً شغلشان موروثی است. به نظر گوبینو موسیقی ترکی بسیار قویتر و هیجان‌انگیزتر از موسیقی فارسی است اما موسیقی فارسی علمی‌تر و از نظر ترکیب آهنگها، مرغوبتر است.
- گوبینو وضع نقاّشی در ایران را در حال انحطاط و احتضار میداند ولی خطّاطی را هنر مورد علاقۀ ایرانیان میبیند بطوریکه حاضرند برای یک سطر از دستخط استادان این رشته از قبیل امیری و درویش، بیست پوند (معادل پانصد فرانک) یا بیشتر پرداخت کنند.
- ترانه‌سرایی نیز مورد توجه ایرانیان است که اکثراً محتوای طنزآمیز و سیاسی دارند و ترانه‌های عاشقانه‌ای که شاه و مادرش و بانوان میسرایند، مقام خاصی دارد زیرا که به سرعت در کوچه و بازار و اندرونهای دیگر پخش میشود. معمولاً چون فقط اشعار ترانه تغییر میکند و نه آهنگ آن، موسیقی ایرانی وارد مرحلۀ انحطاط شده است.
- نقّالی از دیگر هنرهایی است که مورد اقبال ایرانیان است و سابقاً در قهوه‌خانه‌ها اجرا میشد ولی به خاطر مضمون سیاسی و مخالف دولت آن، به دستور امیر نظام (امیرکبیر) قهوه‌خانه‌ها تعطیل شدند.

### فصل ششم: نتایج احتمالیِ روابط اروپا و آسیا

#### فقدان مفاهیم مُدرن سیاسی در آسیای میانه
گوبینو مسلّم میداند که در کشورهایی که از نزدیک آنها را دیده، «ملّت سیاسی» به معنای واقعی و امروزی کلمه وجود ندارد. به زعم وی، اطلاق عنوان «ملّت سیاسی» بر اعراب ممکن نیست. از هنگامی که «دیانت اسلام» آنها را به‌عنوان فاتحان بر اقوام قدیمی یونانی‌زبان مستولی نمود، ذوق غارت و چپاول را به آنان چشاند، ولی هرگز هنر هدایت و رهبری مردم را به ایشان نیآموخت. همۀ دولتمردان، دیوانیان، علما و فلاسفۀ عرب بیگانگانی بودند که به إسلام گرویده، و از همان ابتداء بدون دخالت اعراب، و حتّیٰ به‌رغم آنان، به فرمانروایی در اراضی خلافت عربی پرداخته‌اند. 
به زعمِ او ایرانیان آنچه را که برای اعراب غیرقابل درک است میفهمند، و با ذکاوتی که دارند قادر به ادراک هر چیزی هستند. امّا ثبات روحی را فاقدند، عقل ندارند، و به‌خصوص فاقد وجدان هستند. مفهوم «دولت»که اعراب از درک آن عاجزند نزد ایرانیان برای همیشه به مفهومی «مُستعمَل» بدل شده است.

#### پذیرش تمدّن مُدرن نزد اقوام آسیای میانه
پس به نظر نمیرسد که ملّتهای آسیای میانه، با اتّکاءِ به خودشان قادر به تجدید جامعۀ خود و بازسازیِ آن براساس مبانی قدیم باشد.گوبینو تصریح میکند که به چنین چیزی اعتقاد ندارد. از سی سال پیش از تاریخ نگارش کتاب در کشور فرانسه صحبت از متمدّن ساختنِ دیگر مردمان جهان و انتقال تمدّن به فلان و فلان ملّت شده بود. به عقیدۀ مؤلّف تا آن موقع هیچ نتیجه‌ای از این کار، چه در عصر جدید و چه در عصر قدیم حاصل نشده است. در ایّام ماضی نیز نه یونانیان و نه رُمیان هرگز نتوانستند «شخصی» را متمدّن کنند. 
دو نظام متفاوت استعمار اروپایی برای آسیای میانه
پس دو راه بیشتر وجود ندارد: یا مردمان آسیای میانه به همان شیوه‌ای که از قرنها پیش میزیستند، به حیات نباتی خود ادامه بدهند، یا این‌که به دست ملّتهای اروپایی فتح شوند و تحت سلطۀ ایشان قرار بگیرند.
باید پذیرفت که تأسیس یک کشور اروپایی در آسیای میانه امکان‌پذیر است. و این کار با دو نظام میتواند صورت گیرد:

#### نظام استعمار انگلیسی
یکی این‌که در تأسیس چنین کشوری نظام انگلیسی را به کار برد، یعنی سلطه بر توده‌ها بدون درآمیختن و مخلوط شدن با آنها، و حکومت از بالا و ضمناً بقیه را کاملاً جدا و متمایز نگاه داشتن، و نگذاشتن تا بومیان در ادارۀ امور خود به‌جز در موارد بسیار محدود و اصولاً امور فرعی موقّتی، یعنی امور یومیّه، دخالتی داشته باشند.

#### نظام قدیمی استعمار
روش دیگر آن است که سلوکیان پس از مرگ اسکندر اتّخاذ کردند، و رُمیان آن را به مرحلۀ عمل درآوردند، و امروزه حتّیٰ روسها در ادارۀ سرزمینهای آسیایی خود به کار می‌برند. براساس این روش، بومیان حتّی‌الامکان در ادارۀ امور دخالت داده میشوند، و از هر نظر در موفّقیت و ادامۀ کشورگشایی سهیم میگردند. در این روش، ملّت فاتح با ملّت فتح‌شده یکسان و مخلوط میشود، و به صورت یک ملّت واحد در یک سرزمین درمیآید.

#### اتلاف منابع اروپایی
امّا در خصوص اتلاف منابع اروپایی، به نظر گوبینو اینطور میرسد که این امری اجتناب‌ناپذیر باشد. در لندن و آمستردام ثروتهای کلان شخصی در نتیجۀ تجارت با آسیا تجمیع شده، و شگفت از نظر او اینجاست که در بمبئی، مَدرَس، کلکته و کانتون، نیز بومیانی هستند که از معامله با اروپاییان ثروتهای هنگفت اندوخته‌اند. هند از هشتاد سال پیش به این طرف دیگر مثل سابق برای بریتانیا سودآور نیست. انگلستان برای حفظ بازارهای فروش تولید محصولات خود هند را تحت فشار گذاشته است، از جمله تا توانسته کارخانه‌های حریربافی هند را که قادر به رقابت با ایشان نبوده تعطیل کرده است.

#### انحطاط متأخّر ایران
گوبینو اظهار میکند که ایران از صد و پنجاه سال پیش از زمانِ او دستخوش اوضاع نابسامان و ناگوار ولی بسیار استثنائی شده است. آخرین امرای سلسلۀ صفوی در نتیجۀ یورش افغانها که به مدّت چهارده سال کشور را به خون و آتش کشیدند، ساقط شدند. افغانها حکومتشان در ایران کوتاه بود و این نادرشاه بود که توانست افغانها را اخراج کند، امّا او کُردی ماجراجو، سربازی مایه‌دار و پرحمیّت بود، که با وطنش رفتاری بهتر از رفتار راهزنان نداشت، و پس از چندی به هند نیز لشکر کشید تا آنجا را نیز غارت کند. هرجا پولی میدید به عُنف می‌ستاند و هر روستایی‌ای که می‌دید تبدیل به سربازش میکرد.
فشارهای نادرشاه آنقدر شدید شد، که جنگاور بزرگ را در خیمه‌اش به قتل رساندند. ولی به جای یک ستمگر، هزاران ستمگر کوچک در ایران سر برافراشتند و بر مردمان مسلّط شدند. ایلات چادرنشین به ضرر شهرنشینان وارد صحنه شدند، و شهرنشینان به غارت یکدیگر پرداختند. زمینهای مستعد زراعت بی‌بذر ماندند، و اراضیِ مزروع به حال خود رها شدند. بخشی از ملّت به پاشالیق (ایالت) بغداد مهاجرت نمودند. در اواخر قرن هژدهم میلادی و اوایل قرن نوزدهم بود که ابتداء با روی کار آمدن کریم خان زند و سپس تأسیس سلسلۀ قاجاریه تا حدودی نظم در ایران برقرار شد. امّا از آنجا که مُجریّه در ایران به نحوی است که قبلاً ترسیم کردم، قادر به انجام کار مفیدی هم نشده است، بلکه فقط وجود صلح کافی بوده تا نتایج مطلوبی حاصل شود، که نسبتاً قابل توجّه است. 
در آن زمان کالا از اروپا به ایران وارد میشده، و ایران صادراتی به اروپا نداشته است. امّا به زعم گوبینو، اگر همانطور که بالاتر فرض کرده، یکی از دولتهای اروپایی امور این کشور را به دست بگیرد، این وضع تغییر خواهد کرد، و اروپاییان خود را با سرزمینی مولّد مواجه خواهند دید که در آن نخ و پشم درجۀ یک، ابریشم، زغال سنگ، مس، سرب، روی و آهن وجود دارد، و جمعیّتی که کاملاً آماده است تا از ثروتهای طبیعی خود بهره‌برداری کند. اگر هوش و ذکاوت ایرانیان در امور بازرگانی را به گرایش به رها کردن تدریجی سیستم‌های حمایتی بازرگانی در اروپا بیاَفزاییم، آن‌گاه این به این معنی خواهد بود که اروپاییان هیچ وسیله‌ای برای رقابت با محصولات آسیایی نخواهند داشت. یعنی، آسیبی که آسیاییان به یونانیان و رُمیان وارد کردند، از همان دورۀ گوبینو، اروپای مُدرن را تهدید میکند.

#### شرق‌زدگیِ ملّتهای اروپایی
گوبینو کشش و حرارت فوق‌العادۀ ملّتهای مغرب‌زمین به سوی آسیا را به نظر مساعد نمی‌نگرد. به زعم وی، در کنار موفقیتهای نظامی که تردیدی در آنها نیست، در سایر زمینه‌ها شکستهای تلخ اروپا از آسیا دیده میشود، که نتایج آن، مزایای افتخارات نظامی را خنثیٰ میکند. در پایان فصل، گوبینو به ذکر این نکته اکتفاء میکند که آسیا طعام اشتهاءانگیز بسیار اغواکننده‌ای است، که سرانجام خورنده را مسموم خواهد کرد.